# Бизония

Вымпел для германских судов Бизонии в период 1946—1949 (использовался как замена государственного флага)

Бизо́ния (от лат. bi — два и англ. zone — территория, зона) — часть Германии, после Второй мировой войны оккупированная войсками США и Великобритании.
В 1946 году Советский Союз приостановил доставку сельскохозяйственных продуктов из своей зоны в западные регионы Германии. Американская военная администрация во главе с Люсиусом Клеем прекратила транзитные перевозки и доставку оборудования с фабрик и заводов Рурской области в советскую зону. В результате начал развиваться серьёзный кризис управления. Американская и британская зоны оккупации были объединены. Соответствующее соглашение было подписано 2 декабря 1946 года. Объединённая зона получила название «Бизония».
Органами управления Бизонии являлись административный совет экономики (Verwaltungsrat für Wirtschaft) и двухзональные административные управления (Zweizonen-Verwaltungsamt) в сентябре — декабре 1946 года, Экономический совет объединённой экономики (Wirtschaftsrat des Vereinigten Wirtschaftsgebietes), избираемый ландтагами, Исполнительный совет (Exekutivrat), избираемый земельными правительствами, Директория (Direktorium), избираемый Экономическим советом в 1947—1948 гг., Экономический совет объединённой экономики, земельный совет (Länderrat) избираемый земельными правительствами и административный совет (Verwaltungsrat)
После того, как США и Великобритания начали создавать демократические органы власти в своей объединённой зоне оккупации (так называемой Бизонии), Франция 8 апреля 1949 года присоединила к ней свою зону. Американо-английская Бизония превратилась в Тризонию, из которой в том же году образовалась Федеративная Республика Германии.